# Anemidictyon tweedieanum
Anemidictyon tweedieanum là một loài dương xỉ trong họ Anemiaceae. Loài này được Hook. T. Moore mô tả khoa học đầu tiên năm 1857.